# Mario Mercier
Pour les articles homonymes, voir Mercier.
Mario Mercier est un écrivain, poète, peintre et cinéaste français né à Nice en 1945. Il est l'auteur de plusieurs livres sur la rencontre avec la nature, l'expérience spirituelle et le chamanisme.
Son roman Le Journal de Jeanne, publié par Éric Losfeld, fit partie des ouvrages ayant subi une interdiction en vertu de la loi de 1949 sur les publications pour la jeunesse et défendu notamment André Pieyre de Mandiargues et par Claude Gallimard.

## Cinéma
Réalisateur de La Goulve (1972), La Papesse (1974) et Les Dieux en colère (1970). En avril 2010, les sites 1Kult, culturopoing, France Culture (émission Mauvais Genre de François Angelier) ainsi que le CNC ont effectué des interviews de Mario Mercier sur l'ensemble de sa carrière cinématographique.

## Littérature

### Essais, récits, poésie et inclassables
- L'Etoile de Dieu ou Les 33 mille pas du Christ - Edition du Signe, 2021, illustré par l'auteur
- L'Enseignement de l'Arbre-Maître - Histoire d'un homme et d'un arbre, éd. Véga 2018, illustré par l'auteur, revu et augmenté
- Visions Chamanes par Mario Mercier, éditions Véga 2018
- L’Enseignement de l’Arbre-Maître, Albin Michel, 1986, Le Grand Livre du mois, 1986, Pocket, 1997, Le Relié, 2009 ; traduction en castillan « La Enseñanza Del Arbol maestro »  Luciernaga, Barcelona, 1997, 2002.
- Tout Homme est une étoile dans le ciel de sa vie, Les Vilains - Nouveau Collectif Poétique - 2019
- Le Maître du tambour. Origines et pratique du tambour chamanique, éditions Véga, 2007
- Journal d'un chaman. L'Ours de montagnes bleues, éditions Almora, 2007
- Journal d'un chaman. Les Voix de la mer, éditions almora, 2007
- Voyage au cœur de la force, éditions Jacques Grancher 1995, Le Relié, 2007
- Chamanisme et chamans, le vécu dans l'expérience magique, éditions Pierre Belfond Collection « initiation et connaissance », 1977, Dangles, 1993, traduction en roumain « şamanism şi şamani », Moldava, 1993
- La Danse des Chamans ou le Festin des Poètes, Tredaniel La Maisnie, 1990
- Le Monde Magique des Rêves - Connaissance initiatique et symbolique des rêves, Dangles, 1980, 1986, traduction en portugais « O mundo mágico dos sonhos » Pensamento, São Paulo, 1980.
- La Nature et le Sacré – Initiation chamanique et magie naturelle, Dangles, 1983 et 2000 ; traduction en portugais « Iniciação ao Xamanismo e a Magia Natural » Pensamento, São Paulo, 1983, 1995.
- Les Rites du Ciel et de la Terre – La quête spirituelle de l’homme, Dangles, 1986, traduction en serbe « Obredi neba i zemlje - Magijsko i duhovno buđenje čoveka » Arion Zemun 1988.
- Les Fêtes cosmiques - Les chants de la Vie et de l’Amour, Dangles, 1985.
- Les Cahiers du chamanisme européen, éditions Dangles
- Le Temple de l'univers, éditions Vence Cité des Arts, 1985
- Les Chants de ta beauté, éditions Vence Cité des Arts, 1986
- Les Chemins de l'esprit, éditions Albin Michel, 1989
- Soleil d'arbre, éditions Albin Michel, 1991
- L'Esprit des hauts lieux, éditions Albin Michel, 1986
- Les Cahiers de Schibboleth, Bègles, 1989
- L'Esprit visionnaire, éditions Albin Michel, 1990
- Enquête au cœur de l'être, éditions Albin Michel, 2005, 2008
- Poèmes d'Arthur Rimbaud, illustrés par Mario Mercier, éditions Albin Michel, 1991
- Chants chamaniques, éditions Atlantis, 2002
- Manifeste du nouveau chamanisme, In Question de, no 82, éditions Robert Laffont, 1995, Atlantis, 2002
- Les Grandes Paroles de la Terre, Les Belles Lettres, 1997.
- Le Souffle de l'ange, éditions les Belles Lettres, 1996
- Les Petites Pensées de sagesse d’une mère juive, Les Belles Lettres, 1996 ; traduction en castillan « Sabios pensamientos de una madre judia » Luciernaga, Barcelona, 1999.
- La Voluptueuse Sagesse de la chatte Mia, éditions les Belles Lettres, 1997
- L'Esprit de la forêt, éditions Accarias L'Originel, 2000
- L'Ange Lumière du cœur, éditions les 3 Monts, 2000
- Poèmes de l'instant, éditions Le Nouvel Athanor, 2000
- Anthologie de la poésie mystique, Presses de la Renaissance
- La Tendresse, La Table Ronde, 1995 ; traductions en castillan « La Ternura » Jose J. de Olañeta, Palma de Mallorca, 1998, 2001, en catalán « La Tendresa » Jose J. de Olañeta, 1996.
- Le Livre de l’ange, éditions Seghers, 1994 ; traduction en néerlandais « Gesprekken met mijn engel » Milinda Uitgevers B.V. et Mirananda, 1996 et en italien « Il libro dell'angelo » Edizioni Mediterranee, Roma, 1997, J'ai lu, 1998, Presses du Châtelet, 2012 (revu et augmenté)
- Les Lampes de la prière, éditions Fernand Lanore, 1995
- Prière ma lumière, éditions du Rocher Collection « L'homme et l'univers », 1993, Fernand Lanore, 1996
- Journal d'un chaman et Manifeste du nouveau chamanisme, éditions Robert Laffont (1re édition) 1995
- Le bonheur est fait d'instants successifs, éditions Robert Laffont, Collection « Aider la vie », 1995, Marabout, Collection « marabout psychologie », 1999
- Fleurs de lumière, éditions Atma, 1996

### Romans
- Le Maître des Fous ou les exploits peu ordinaires de René Taupin, éd. Rivière Blanche, 2018
- Loubia ou le voyage magique dans l'âme et le mystère de la femme, éditions Atlantis, 2000
- La Cuvée de singes, éditions Civilisation Nouvelle, 1970
- Le Journal de Jeanne, E. Losfeld, 1969. Réédition : La Musardine, collection « Lectures amoureuses » no 16, 1998 ; traductions en japonais « タブー　ジャンヌの日記 マリオ メルシェ », en italien « Il diario di Jeanne » Dellavalle, Torino, 1970 ; en anglais « Jeanne’s Journal » Heinrich Hanau Publications, London, 1972, en allemand « Die Rosette, Journal de Jeanne » März Verlag, Frankfurt, 1970, « Die Rosette » Heyne, Munich, 1996.
- L'Odyssée fantastique d'Arthur Dément, éditions Eric Losfeld (Prix de l'Humour Noir), 1976
- Le Nécrophile, éditions Jérôme Martineau, 1970
- Les Contes de Noël, éditions J.J. Pauvert - La Musardine